# Kobayashi Taijirō
Kobayashi Taijirō (japanisch 小林 泰治郎; Lebensdaten unbekannt) war ein japanischer Verleger (地本問屋, Jihon-doiya oder Jihon-donya) von Farbholzschnitten (錦絵, nishiki-e) und Betreiber der Buchhandlung Bunseidō oder Bunshōdō (文正堂), der im Bereich illustrierten Unterhaltungsliteratur (黄表紙, kibyōshi, und 合巻, gōkan) aktiv war.

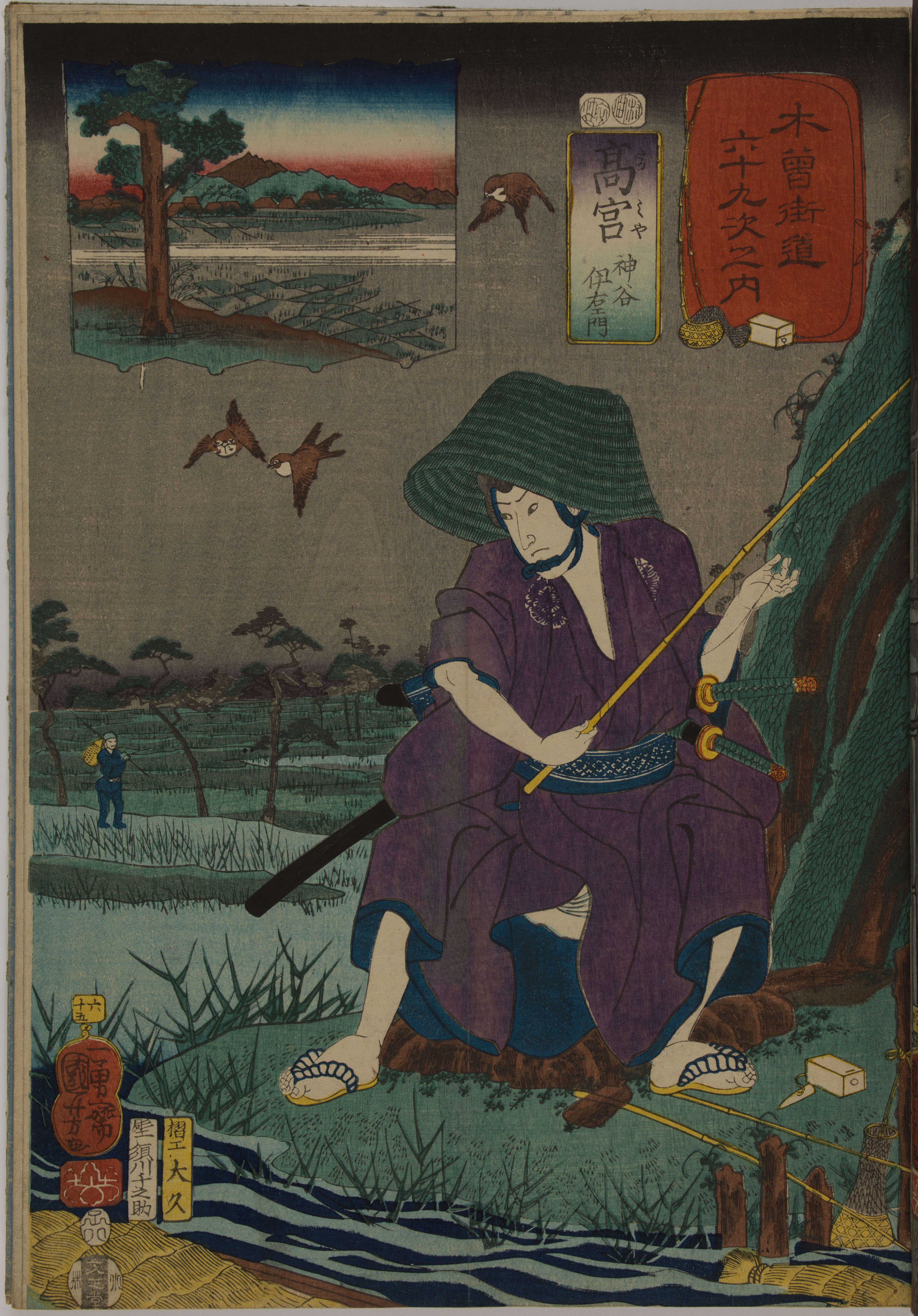
Utagawa Kuniyoshi, Takamiya - Kamiya Iemon aus der Serie Kisokaidō rokujūkyū tsugi No. 65 (高宮・神谷伊右エ門 – 木曾街道六十九次之内・六十五) 1852 (publiziert durch Kobayashi Taijirō)

## Leben
Kobayashi Taijirō ist erstmals für das Jahr 1849 (Kaei 2) als Verleger des illustrierten Fortsetzungsromans Hikishogatari Sanseidaiyū (引書語三姓太夫, „Sanseidaiyū – Eine Geschichte aus alten Aufzeichnungen“) belegt. Der erste Band war mit einem Titelblatt von Utagawa Toyokuni II illustriert, die folgenden enthielten Darstellungen von Ichiyūsai Kuniteru und Text von Rakutei Seiba. Kobayashi arbeitete dabei in Koedition mit dem bekannten Edoer Verlag Ebisuya Shōshichi (恵比寿屋庄七) zusammen.
Für die Meiji-Zeit ist Kobayashi Taijirō in mehreren Verzeichnissen der Nishiki-e-Verleger aufgeführt, so 1881 (Meiji 14) im Verzeichnis der „Nishiki-e-Geschäftstreibenden“ unter dem Namen 文正堂 小林 (Bunseidō Kobayashi) mit der Adresse Kita-Inarichō, Shitaya-ku, Tōkyō (下谷区北稲荷町).

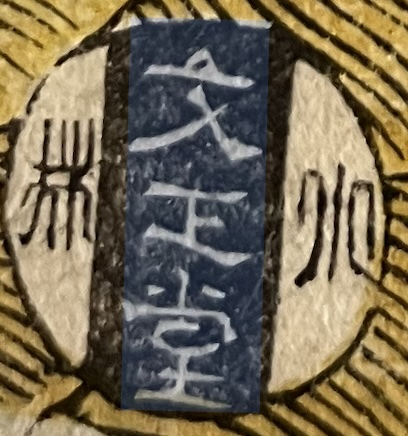
Verlagszeichen: Bunseidō・Kobayashi [Kobayashi Taijirō

Im Zusammenhang mit dem populären Serienwerk Yakusha mitate Tōkaidō gojūsan tsugi (役者見立東海道五十三次, „Die 53 Stationen des Tōkaidō in Schauspielerbildern“) von Utagawa Toyokuni III (Kunisada), das zwischen 1852 und 1853 in mehreren Serienabschnitten erschien, wird Kobayashi als einer von neun Verlegern genannt.

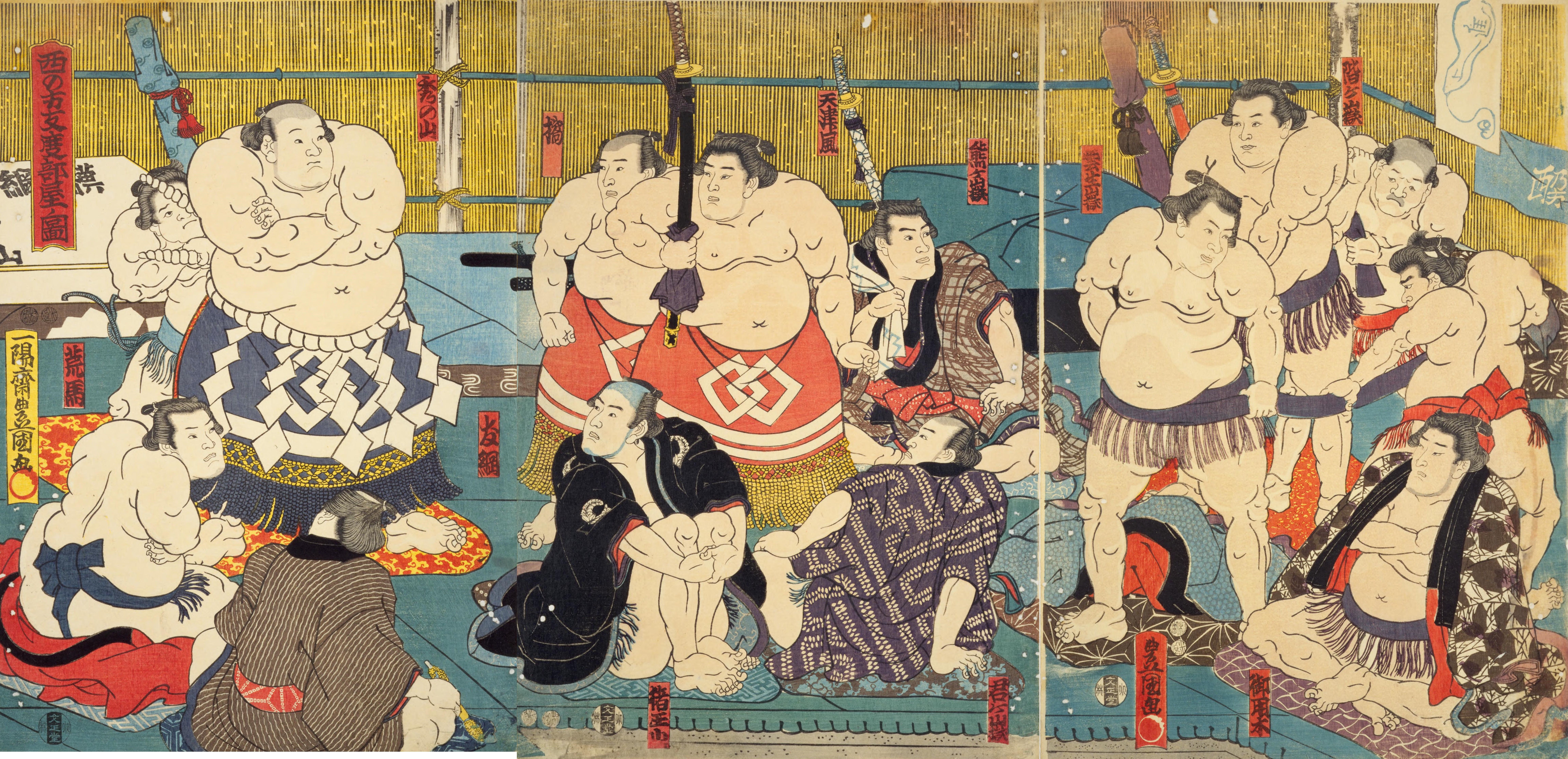
Utagawa Tokyokuni III, Nishi no kata shitaku beya no zu (西の方支度部屋ノ図, „Szene aus dem Vorbereitungszimmer der westlichen Sumo-Gruppe“) circa 1852 (publiziert von Kobayashi Taijirō)

## Werke (Auswahl)
- Rakutei Seiba / Ichiyūsai Kuniteru (Titelblatt: Utagawa Toyokuni II): Hikishogatari Sanseidaiyū (引書語三姓太夫; „Sanseidaiyū – Eine Geschichte aus alten Aufzeichnungen“) – Illustrierte Gōkan-Serie, 1849
- Utagawa Kuniyoshi: Takamiya - Kamiya Iemon. Kisokaidō rokujūkyū tsugi no uchi - 65 (高宮・神谷伊右エ門 – 木曾街道六十九次之内, Nr. 65; „Takamiya, Kamiya Iemon – Die neunundsechzig Poststationen der Kisokaidō-Straße, Nr. 65“) 1852,  aus einer Serie von Ōban, Soroimono
- Utagawa Toyokuni III: Yakusha mitate Tōkaidō aida no shuku (役者見立東海道間の宿; „Die 53 Stationen des Tōkaidō in Schauspielerbildern“) 1852–53, Serie von Ōban, Soroimono mit circa 55 Teilen